# Gúridák

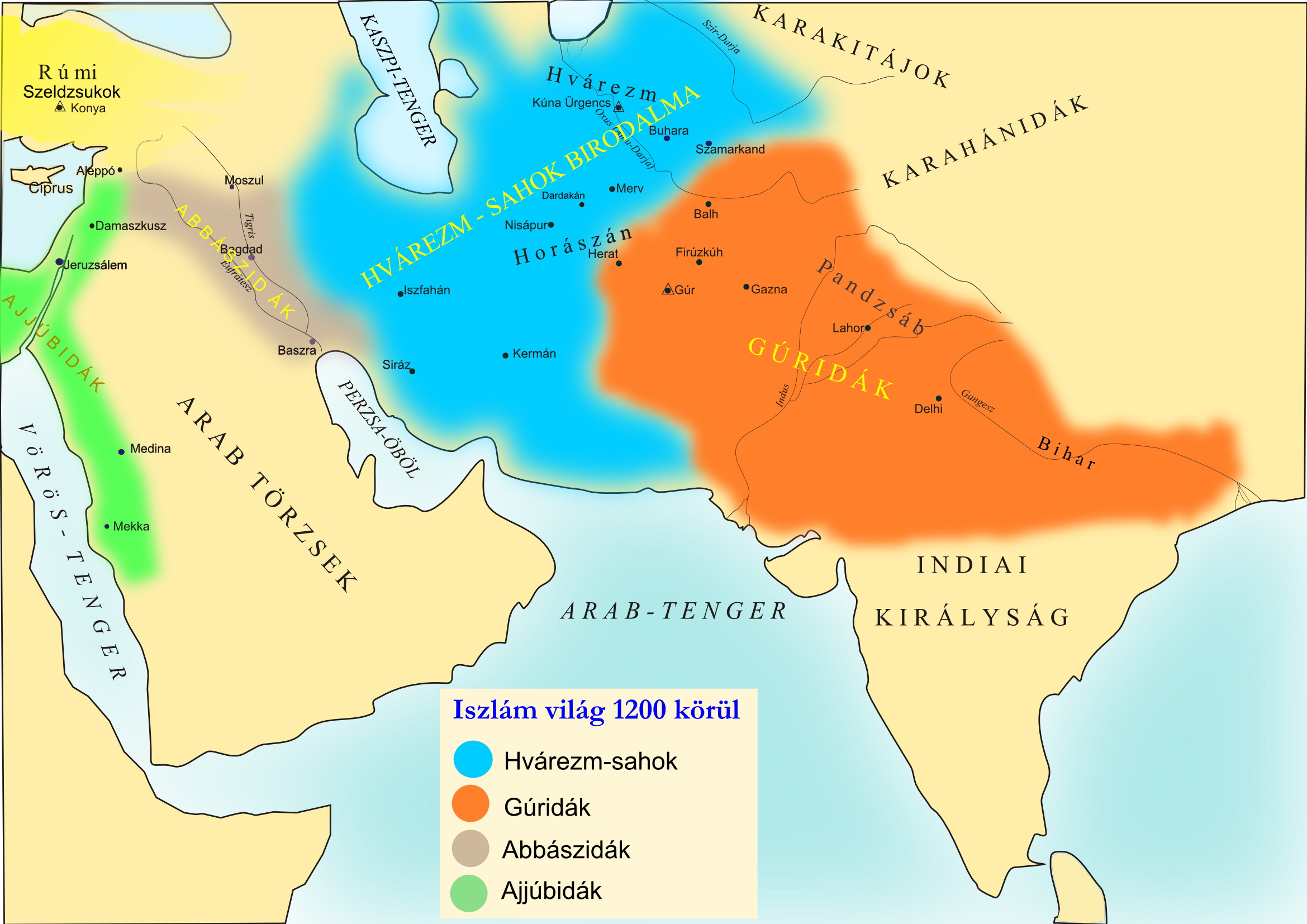
A Gúrida Birodalom kiterjedése 1200 körül

A Gúridák (1148–1215) (perzsa:سلسله غوریان) a Sánszabani családból származó iráni eredetű afgán hegyi törzsfőnökök voltak, akik kezdetben mint a Gaznavidák vazallusai a közép-afganisztáni Gúr hegység környékén alakítottak ki kisebb hatalmi centrumot. A Gaznavidák szolgálatában rablóhadjáratokban vettek részt, főként az indiai szubkontinens irányába. A Gaznavidák és a Szeldzsukok közötti folyamatos csatározások lehetővé tették a Gúridák felemelkedését, akik korábbi uraikat Észak-India felé (Pandzsáb régió) szorították, és fennhatóságukat fokozatosan kiterjesztették a volt gaznavida területekre. A Gúrida Birodalom hatalma csúcsán a Kaszpi-tengertől Észak-Indiáig húzódott. 1215-ben a belső hatalmi harcoktól meggyengült birodalom a Hvárezm-sahok prédája lett.

## Történelem
A Gúridák történelme erősen kötődik a Gaznavidák és a Szeldzsukok történelméhez. Az iráni eredetű harcos afgán hegyi törzs, a Sánszabani, Afganisztán eldugott hegyein, Gúr környékén élt, amikor a 11. század végén a török eredetű Gaznavidák lerohanták településeiket és vazallusukká tették őket. Nevük a Gúr helységnévből ered. A 12. század elején számánida és gaznavida hatásra vették fel az iszlám vallást, amelynek később harcos térítői lettek („gázik”). Saját legendájuk szerint a Sánszabanik ősi szászánida királyi leszármazottak, akik az arab hódítások elől menekültek Gúr hegyei közé. Az itt élő népcsoport a jelenlegi kutatások szerint valószínűleg kelet-iráni tádzsikok voltak, amelyeknek csak egyik törzse volt a Sánszabani család.
1150-ben a Szeldzsuk Birodalom hódításai nyomán a Gúr környékét a Szeldzsukok uralták. Bahrám Sáh (1117–1152) gaznavida uralkodó hadserege, miközben próbálta visszaszerezni területeit, már  a Gúridák bosszúhadjáratának esett áldozatul.  Ő maga Pandzsábba menekült. A gúrida uralkodó Alá ad-Dín Huszajn (1149–1161) lerombolta Gaznát, ezzel elnyerve a „Világégető” (perzsául:„ Dzsahán-szúz”)  nevet. A Gúrtól északra fekvő Fírúzkúh („Türkizhegy”) székhellyel fővárost alapított. Utóda, Gijász ad-Dín Muhammad (1163–1203)  nyugati hódításokkal növelte a birodalmat, testvére, Muizz ad-Dín Muhammad (1173–1206) pedig török rabszolgakatonákból álló serege élén Indiában hódított: 1186-ban elfoglalta Lahort, az Indiába kiszorított Gaznavidák új fővárosát, 1192-ben pedig Delhinél végső győzelmet aratott  felettük.
Gijász ad-Dín 1203-ban halt meg, miután lerohanta a horászáni Nisápurt és Mervet, Muizz ad-Dín pedig egy aszaszin merényletének esett áldozatul.
Ez az esemény és a Gúrida Birodalom ezt követő összeomlása  rámutat  azokra a feszültségekre, amelyek az  iszlám vallást ebben a korban jellemezték. A gúrida elit szorosan kötődött az anti-iszmailita karamijja szektához, de 1199-ben átpártoltak a sokkal elterjedtebb szunnita sáfiita vallásjogi iskolához. Ez a lépés nem volt népszerű és zavargásokat okozott Fírúzkúhban, Gúrban, Herátban és Nisápúrban. A testvérpár halála után a birodalmat megosztó hatalmi harcok nyomán a szultánság könnyen áldozatul esett a Hvárezm-sahok hódításainak (1215).
1206-ban, a Gúridák egyik török rabszolgatábornoka,  Kutb ad-Dín Ajbak meghódította Delhit és, függetlenítve magát a központi hatalomtól, megalapította a Delhi Szultanátust (1206–1526).

### Gúrida királyok, szultánok
| Cím                                                             | Név                                   | Uralkodási idő         |
| --------------------------------------------------------------- | ------------------------------------- | ---------------------- |
| Malik ملک                                                       | Amír Szúri امیر سوری                  | 9. század – 10. század |
| Malik ملک                                                       | Mohamed ibn Szúri محمد بن سوری        | 10. század – 1011      |
| Malik ملک                                                       | Abú Ali ibn Mohamed ابوعلی بن محمد    | 1011–1035              |
| Malik ملک                                                       | Abbász ibn Sisz عباس بن شیث           | 1035 – 1060            |
| Malik ملک                                                       | Mohamed ibn Abbász محمد بن عباس       | 1060 – 1080            |
| Malik ملک                                                       | Kutb ad-din Haszan قطب‌ الدین حسن      | 1080 – 1100            |
| Abul-Muluk ابولملک                                              | Izz ad-Din Huszajn عز الدین حسین      | 1100–1146              |
| Malik ملک                                                       | Szajf ad-Din Szúri سیف‌ الدین سوری     | 1146–1149              |
| Malik ملک                                                       | Baha ad-Din Szám I بهاء الدین سام     | 1149                   |
| Malik ملک Szultán al-Muazzam سلطان المعظم                       | Alá ad-Dín Huszajn علاء الدین حسین    | 1149–1161              |
| Malik ملک                                                       | Szaf ad-Din Mohamed سیف‌ الدین محمد    | 1161–1163              |
| Szultán Abul-Fateh سلطان ابوالفتح                               | Gijász ad-Dín Mohamed غیاث‌ الدین محمد | 1163–1202              |
| Szultán Shahāb-ud-din Muhammad Ghori سلطان شهاب‌ الدین محمد غوری | Muizz ad-Dín Mohamed معز الدین محمد   | 1202–1206              |
| Szultán سلطان                                                   | Gijász ad-Dín Mahmúd غیاث‌ الدین محمود | 1206–1212              |
| Szultán سلطان                                                   | Baha ad-Dín Szám III بهاء الدین سام   | 1212–1213              |
| Szultán سلطان                                                   | Ala ad-Dín Atsziz علاء الدین دراست    | 1213–1214              |
| Szultán سلطان                                                   | Ala ad-Dín Ali علاء الدین علی         | 1214–1215              |

## Kultúra
A Gúridák pártolói voltak a művészeteknek, az irodalomnak, számos építészeti alkotással gazdagították az iszlám művészetét, és hódításaikkal a horászáni stílusjegyeket sikeresen átmentették az indiai építészetbe is.  Leghíresebb fennmaradt építményük Dzsam minaretje a közép-afganisztáni Herirud folyó szurdokvölgyében. Bár a Gaznavidák türk eredetű kultúrájának hatásai alatt fejlődtek, a perzsa-iráni kultúrkör néhány elemét is sikeresen ötvözték építészetükben. Ez különösen  indiai jelenlétük során  figuratív, az élet valósághű ábrázolásában nyilvánult meg.

## Lásd még
- Perzsiai muszlim uralkodók listája
- Dzsam minaretje
- Az iszlám története
- Az iszlám művészete
- Iszlám

## Fordítás
- Ez a szócikk részben vagy egészben  a   Ghurid dynasty című angol Wikipédia-szócikk fordításán alapul.  Az eredeti cikk szerkesztőit annak laptörténete sorolja fel. Ez a jelzés csupán a megfogalmazás eredetét és a szerzői jogokat jelzi, nem szolgál a cikkben szereplő információk forrásmegjelöléseként.